# Morro da Conceição
El Morro da Conceição (en español: 'cerro de la Concepción') es un accidente geográfico de la ciudad de Río de Janeiro, Brasil. Actualmente se ubica dentro del barrio carioca de Saúde y constituye una zona de importancia histórica y arquitectónica significativa.
El morro fue un punto de referencia importante del urbanismo de la ciudad en la época colonial ya que formaba parte del cuadrilátero inicial donde se estableció el centro inicial de la urbe. Los otros tres morros que marcaban ese espacio eran: el morro do Castelo al sur, el morro de Santo Antônio al oeste y el morro de São Bento al este. De todos ellos, sólo éste y el morro de São Bento se mantienen íntegramente en pie ya que durante el siglo XX tanto el de Castello como el de Santo Antônio fueron derrumbados de manera total y parcial, respectivamente. 
Su nombre se debe a la capilla de Nuestra Señora de la Concepción que se construyó en su cima en 1590. En 1659, los monjes capuchinos franceses iniciaron la construcción de lo que sería, varias décadas después, el Palacio Episcopal. En el lado noroeste del morro, se yergue un segundo pico menos prominente que fue llamado "Morro do Valongo", nombre que se mantuvo hasta el siglo XX cuando se fundó el Observatorio de Valongo. Asimismo, sobre este morro se levantaron las baterías del morro da Conceição y del Morro do Valongo para defender la ciudad.